# روی متحده
روی پرویز متحده (به انگلیسی: Roy Parviz Mottahedeh)، متولد ۱۳ تیر ۱۳۱۹ ـ درگذشته ۱۰ مرداد ۱۴۰۳ (۳ ژوئیه ۱۹۴۰ / ۳۱ ژوئیه ۲۰۲۴)، استاد دانشگاه هاروارد در زمینه تاریخ فکری مسلمانان و متخصص فرهنگ ایرانیان بود.
وی جزو نویسندگان جلد چهارم تاریخ ایران کمبریج (قسمت عباسیان) است.

## زندگی
روی پرویز متحده دکتری تاریخ را در دانشگاه هاروارد در سال ۱۹۷۰ زیر نظر ریچارد فرای و همیلتون گیب دو ایران‌شناس و شرق‌شناس مشهور به پایان برده‌ و موضوع پایان‌نامه وی دربارهٔ نظام اداری و مدیریت آل بویه بوده‌است. وی تدریس را از دانشگاه پرینستون در سال ۱۹۷۰ شروع کرد و در سال ۱۹۸۶ به عنوان استاد تاریخ اسلامی در دپارتمان تاریخ دانشگاه هاروارد مشغول به تدریس شد. متحده در زمینه تاریخ اجتماعی و فکری خاورمیانه اسلامی پیش از دوران مدرن و همچنین فرهنگ ایرانی و زبان فارسی تدریس می‌کرد.
متحده از سال ۲۰۰۶ تا ۲۰۱۱ مدیر برنامه مطالعات اسلامی شاهزاده ولید بن طلال در دانشگاه هاروارد بوده و سابقه عضویت در آکادمی آمریکایی هنرها و علوم و عضویت در شورای روابط خارجی ایالات متحده آمریکا را داشت.
او در سال ۲۰۰۳م/۱۳۸۲خ حلقه اول «دروس فی علم الاصول» محمدباقر صدر را همراه با مقدمه‌ای تحلیلی به انگلیسی ترجمه کرد.
یکی از اثار روی پرویز «The mantle of the prophet religion and politics in Iran: ردای پیامبر: دین و سیاست در ایران» (۱۹۸۵م) به بسیاری زبان‌ها از جمله عربی ترجمه شده، اما به فارسی برگردانده نشده است. نویسنده در این کتاب با روایت داستان زندگی یک طلبه‌ جوان و شیوه‌ زندگی وی در شهر قم، به زندگی و فرهنگ نسل اول انقلاب ۵۷ ایران می‌پردازد.